# Dendrophthoe lonchiphylla
Dendrophthoe lonchiphylla är en tvåhjärtbladig växtart som först beskrevs av Thw., och fick sitt nu gällande namn av Danser. Dendrophthoe lonchiphylla ingår i släktet Dendrophthoe och familjen Loranthaceae. Inga underarter finns listade i Catalogue of Life.